# Нил, Джеймс (актёр)
Джеймс Нил (англ. James Neill; 29 сентября 1860, Саванна, Джорджия — 16 марта 1931, Глендейл, Калифорния) — американский актёр театра, звезда немого кино, изредка выступал как режиссёр.

## Биография
С 1905 года играл на театральных сценах Бродвея . Дебютировал в кино в 1913 году. За свою карьеру с 1913 по 1930 год снялся в 113 фильмах.
Часто снимался вместе со своей женой Эдит Чепмен.

## Избранная фильмография
- Red Margaret, Moonshiner (1913)
- Bloodhounds of the North (1913)
- The Lie (1914)
- The Honor of the Mounted (1914)
- Discord and Harmony (1914)
- The Man on the Box (1914)
- Richelieu (1914)
- Человек с родины (1914)
- Rose of the Rancho (1914)
- The Goose Girl (1915)
- After Five (1915)
- The Warrens of Virginia (1915)
- The Woman (1915)
- Обман (1915)
- Оборванец (1916)
- Maria Rosa (1916)
- The Dream Girl (1916)
- The House with the Golden Windows (1916)
- Oliver Twist (1916)
- Женщина Жанна (1917)
- The Devil-Stone (1917)
- Jules of the Strong Heart (1918)
- The Whispering Chorus (1918)
- Say! Young Fellow (1918)
- We Can’t Have Everything (1918)
- Women’s Weapons (1918)
- The Way of a Man with a Maid (1918)
- Не меняйте вашего мужа (1919)
- Мужчина, женщина и деньги (1919)
- Каждая женщина (1919)
- The Little Shepherd of Kingdom Come (1920)
- The Paliser Case (1920)
- A Double-Dyed Deceiver (1920)
- A Voice in the Dark (1921)
- Bits of Life (1921)
- Dangerous Curve Ahead (1921)
- Her Husband’s Trademark (1922)
- Saturday Night (1922)
- The Heart Specialist (1922)
- Our Leading Citizen (1922)
- Manslaughter (1922)
- The World’s Applause (1923)
- The Lonely Road (1923)
- Десять заповедей (1923)
- The Thrill Chaser (1923)
- New Brooms (1925)
- Thank You (1925)
- A Desperate Moment (1926)
- Царь царей (1927)
- Three-Ring Marriage (1928)
- The Border Patrol (1928)
- The Idle Rich (1929)
- Shooting Straight (1930)

## Режиссёрские работы
- The Passerby (короткометражный, 1913)
- The Doctor’s Orders (короткометражный, 1913)
- Where the Trail Divides (1914)
- The Clue (1915)